# Clubiona pseudominor
Clubiona pseudominor là một loài nhện trong họ Clubionidae.
Loài này thuộc chi Clubiona. Clubiona pseudominor được Jörg Wunderlich miêu tả năm 1987.